# Liste der rumänischen Abgeordneten zum EU-Parlament (2007–2009)
- SPE: 12
- ALDE: 8
- EVP-ED: 9
- ITS: 6

- SPE: 10
- G/EFA: 1
- ALDE: 6
- EVP-ED: 18

Die Liste der rumänischen Abgeordneten zum EU-Parlament (2007–2009) listet alle rumänischen Mitglieder des 6. Europäischen Parlaments nach dem 
Beitritt Rumäniens zur Europäischen Union am 1. Januar 2007 und nach der Europawahl in Rumänien 2007.
Mit dem EU-Beitritt am 1. Januar 2007 war es Rumänien erlaubt Beobachter in das Europäische Parlament zu entsenden. Deren Anzahl hatte der Zahl der Mitglieder des Europäischen Parlaments zu entsprechen, auf die das betreffende Land nach dem Beitrittsvertrag Anspruch hatte, wobei die Ernennung der Abgeordneten unter angemessener Berücksichtigung der politischen Zusammensetzung des nationalen Parlaments zu erfolgen hatte.
Am 20. Mai 2007 fand daraufhin die erste Europawahl in Rumänien statt.

## Mandatsstärke der Parteien nach der Wahl
| Nationale Partei                                                                   | Mandate | Fraktion                                                                   |
| ---------------------------------------------------------------------------------- | ------- | -------------------------------------------------------------------------- |
| Partidul Democrat (PD)Partidul Democrat Liberal (PD-L) (ab 15. Dez. 2007)          | 13      | Fraktion der Europäischen Volkspartei und europäischer Demokraten (EVP-ED) |
| Partidul Liberal Democrat (PLD)Partidul Democrat Liberal (PD-L) (ab 15. Dez. 2007) | 03      | Fraktion der Europäischen Volkspartei und europäischer Demokraten (EVP-ED) |
| Uniunea Democrată Maghiară din România (UDMR)                                      | 02      | Fraktion der Europäischen Volkspartei und europäischer Demokraten (EVP-ED) |
| Partidul Social Democrat (PSD)                                                     | 10      | Sozialdemokratische Fraktion im Europäischen Parlament (SPE)               |
| Partidul Național Liberal (PNL)                                                    | 06      | Fraktion der Allianz der Liberalen und Demokraten für Europa (ALDE)        |
| Parteilose Abgeordnete                                                             | 01      | Die Grünen/Europäische Freie Allianz (G/EFA)                               |
| Gesamt                                                                             | 35      |                                                                            |

## Abgeordnete
| Bild | Name                    | von           | bis           | Partei    | Fraktion | Anmerkungen                                         |
| ---- | ----------------------- | ------------- | ------------- | --------- | -------- | --------------------------------------------------- |
|      | Roberta Anastase        | 1. Jan. 2007  | 13. Juli 2009 | PD/PD-L   | EVP-ED   | Beobachter; Gewählter Abgeordneter                  |
|      | Daniela Buruiană Aprodu | 1. Jan. 2007  | 9. Dez. 2007  | PRM       | ITSNI    | Beobachter; Fraktionsauflösung am 14. November 2007 |
|      | Alexandru Athanasiu     | 1. Jan. 2007  | 13. Juli 2009 | PSD       | SPE      | Beobachter; Gewählter Abgeordneter                  |
|      | Tiberiu Bărbulețiu      | 1. Jan. 2007  | 9. Dez. 2007  | PNL       | ALDE     | Beobachter                                          |
|      | Silvia Ciornei          | 1. Jan. 2007  | 9. Dez. 2007  | PC        | ALDE     | Beobachter                                          |
|      | Adrian Cioroianu        | 1. Jan. 2007  | 13. Juli 2009 | PNL       | ALDE     | Beobachter; Gewählter Abgeordneter                  |
|      | Titus Corlățean         | 1. Jan. 2007  | 13. Juli 2009 | PSD       | SPE      | Beobachter; Gewählter Abgeordneter                  |
|      | Mircea Coșea            | 1. Jan. 2007  | 9. Dez. 2007  | PNL       | ALDE     | Beobachter                                          |
|      | Corina Crețu            | 1. Jan. 2007  | 13. Juli 2009 | PSD       | SPE      | Beobachter; Gewählter Abgeordneter                  |
|      | Gabriela Crețu          | 1. Jan. 2007  | 13. Juli 2009 | PSD       | SPE      | Beobachter; Gewählter Abgeordneter                  |
|      | Magor Imre Csibi        | 1. Jan. 2007  | 13. Juli 2009 | PNL       | ALDE     | Beobachter; Gewählter Abgeordneter                  |
|      | Daniel Dăianu           | 1. Jan. 2007  | 13. Juli 2009 | PNL       | ALDE     | Beobachter; Gewählter Abgeordneter                  |
|      | Vasile Dîncu            | 1. Jan. 2007  | 13. Juli 2009 | PSD       | SPE      | Beobachter; Gewählter Abgeordneter                  |
|      | Cristian Dumitrescu     | 1. Jan. 2007  | 13. Juli 2009 | PSD       | SPE      | Beobachter; Gewählter Abgeordneter                  |
|      | Ovidiu Ganț             | 1. Jan. 2007  | 9. Dez. 2007  | FDGR      | EVP-ED   | Beobachter                                          |
|      | Eduard Hellvig          | 1. Jan. 2007  | 9. Dez. 2007  | PC        | ALDE     | Beobachter                                          |
|      | Monica Iacob-Ridzi      | 1. Jan. 2007  | 13. Juli 2009 | PD/PD-L   | EVP-ED   | Beobachter; Gewählter Abgeordneter                  |
|      | Attila Kelemen          | 1. Jan. 2007  | 9. Dez. 2007  | UDMR      | EVP-ED   | Beobachter                                          |
|      | Sándor Kónya-Hamar      | 1. Jan. 2007  | 9. Dez. 2007  | UDMR      | EVP-ED   | Beobachter                                          |
|      | Marian-Jean Marinescu   | 1. Jan. 2007  | 13. Juli 2009 | PD/PD-L   | EVP-ED   | Beobachter; Gewählter Abgeordneter                  |
|      | Eugen Mihăescu          | 1. Jan. 2007  | 9. Dez. 2007  | PRM       | ITSNI    | Beobachter; Fraktionsauflösung am 14. November 2007 |
|      | Dan Mihalache           | 1. Jan. 2007  | 13. Juli 2009 | PSD       | SPE      | Beobachter; Gewählter Abgeordneter                  |
|      | Viorica Moisuc          | 1. Jan. 2007  | 9. Dez. 2007  | PRM       | ITSNI    | Beobachter; Fraktionsauflösung am 14. November 2007 |
|      | Alexandru Ioan Morțun   | 1. Jan. 2007  | 9. Dez. 2007  | PNL       | ALDE     | Beobachter                                          |
|      | Ioan Mircea Pașcu       | 1. Jan. 2007  | 13. Juli 2009 | PSD       | SPE      | Beobachter; Gewählter Abgeordneter                  |
|      | Maria Petre             | 1. Jan. 2007  | 13. Juli 2009 | PD/PD-L   | EVP-ED   | Beobachter; Gewählter Abgeordneter                  |
|      | Radu Podgorean          | 1. Jan. 2007  | 13. Juli 2009 | PSD       | SPE      | Beobachter; Gewählter Abgeordneter                  |
|      | Petre Popeangă          | 1. Jan. 2007  | 9. Dez. 2007  | PRM       | ITSNI    | Beobachter; Fraktionsauflösung am 14. November 2007 |
|      | Daciana Sârbu           | 1. Jan. 2007  | 13. Juli 2009 | PSD       | SPE      | Beobachter; Gewählter Abgeordneter                  |
|      | Gheorghe Vergil Șerbu   | 1. Jan. 2007  | 9. Dez. 2007  | PNL       | ALDE     | Beobachter                                          |
|      | Adrian Severin          | 1. Jan. 2007  | 13. Juli 2009 | PSD       | SPE      | Beobachter; Gewählter Abgeordneter                  |
|      | Ovidiu Ioan Silaghi     | 1. Jan. 2007  | 13. Juli 2009 | PNL       | ALDE     | Beobachter; Gewählter Abgeordneter                  |
|      | Csaba Sógor             | 1. Jan. 2007  | 13. Juli 2009 | UDMR      | EVP-ED   | Beobachter; Gewählter Abgeordneter                  |
|      | Cristian Stănescu       | 1. Jan. 2007  | 9. Dez. 2007  | PRM       | ITSNI    | Beobachter; Fraktionsauflösung am 14. November 2007 |
|      | Károly Ferenc Szabó     | 1. Jan. 2007  | 13. Juli 2009 | UDMR      | EVP-ED   | Beobachter; Gewählter Abgeordneter                  |
|      | Silvia-Adriana Țicău    | 1. Jan. 2007  | 13. Juli 2009 | PSD       | SPE      | Beobachter; Gewählter Abgeordneter                  |
|      | Radu Țîrle              | 1. Jan. 2007  | 13. Juli 2009 | PD/PD-L   | EVP-ED   | Beobachter; Gewählter Abgeordneter                  |
|      | László Tőkés            | 1. Jan. 2007  | 13. Juli 2009 | parteilos | G/EFA    | Beobachter; Gewählter Abgeordneter                  |
|      | Adina Vălean            | 1. Jan. 2007  | 9. Dez. 2007  | PNL       | ALDE     | Beobachter                                          |
|      | Renate Weber            | 1. Jan. 2007  | 13. Juli 2009 | PNL       | ALDE     | Beobachter; Gewählter Abgeordneter                  |
|      | Iuliu Winkler           | 10. Dez. 2007 | 13. Juli 2009 | UDMR      | EVP-ED   | Gewählter Abgeordneter                              |